# نيهب
نيهب، كان ملك حكم في دلتا النيل في عصر ما قبل الأسرات. ذكر في نقوش حجر باليرمو في قائمة لعدد صغير من ملوك مصر السفلى.